# ليندا هوتشيون
ليندا هتشيون، (ولدت في 24 أغسطس 1947 في تورونتو)، باحثة كندية متخصصة في دراسة نظرية الأدب، والنقد الأدبي، والأوبرا. عملها في ما بعد الحداثة مشهور بشكل خاص.

## نُبذة
حصلت على درجة البكالوريوس في الأدب من جامعة تورنتو في عام 1969، والماجستير في الدراسات الرومانسية من جامعة كورنيل في عام 1971 والدكتوراه في الأدب المقارن في عام 1975، ومرة أخرى من جامعة تورونتو.
درست لأول مرة في جامعة ماك ماستر قبل أن تصبح أستاذة في اللغة الإنجليزية والأدب المقارن في جامعة تورنتو عام 1988. منذ عام 2000، كانت رئيسة الجمعية الأمريكية للغات الحديثة (أول امرأة كندية تشغل هذا المنصب).

## من مؤلفاتها
- "رواية الرواية التأريخية، تسلية الماضي"، (ترجمة للعربية: شكري مجاهد).